# Nosy-Poniatki
Nosy-Poniatki – wieś w Polsce położona w województwie mazowieckim, w powiecie żyrardowskim, w gminie Mszczonów. Ma status sołectwa.
Wieś szlachecka Nossy położona była w drugiej połowie XVI wieku w powiecie tarczyńskim ziemi warszawskiej województwa mazowieckiego. W latach 1975–1998 miejscowość administracyjnie należała do województwa skierniewickiego.
Większość terenów wsi zajmują sady owocowe.
We wsi istniał folwark i dwór szlachecki. W 1841 ten majątek ziemski zakupił Józef Wiśniewski, major kawalerii WP, żołnierz napoleoński, od 1843 stale mieszkał w Nosach Pioniatkach.
Według Słownika Geograficznego Królestwa Polskiego i innych Krajów Słowiańskich Nosy Poniatki w 1880 roku były wsią i folwarkiem w powiecie grójeckim, gminie Konie, parafii Lutkówka. Liczba mieszkańców wynosiła 176. Obszar wsi wynosił 785 mórg ziemi folwarcznej i 98 mórg włościańskich. W 1827 roku zamieszkiwało w niej 106 mieszkańców. Liczba domostw wynosiła 15. 
8 września 1939 żołnierze Wehrmachtu rozstrzelali 5 mężczyzn, w tym dwóch polskich żołnierzy. Udało się ustalić nazwiska dwóch ofiar - Józef Bernadziak i Piotr Kemla.  
W miejscowości znajduje się mariawicki kościół pw. Trójcy Przenajświętszej – świątynia parafii w Lutkówce.

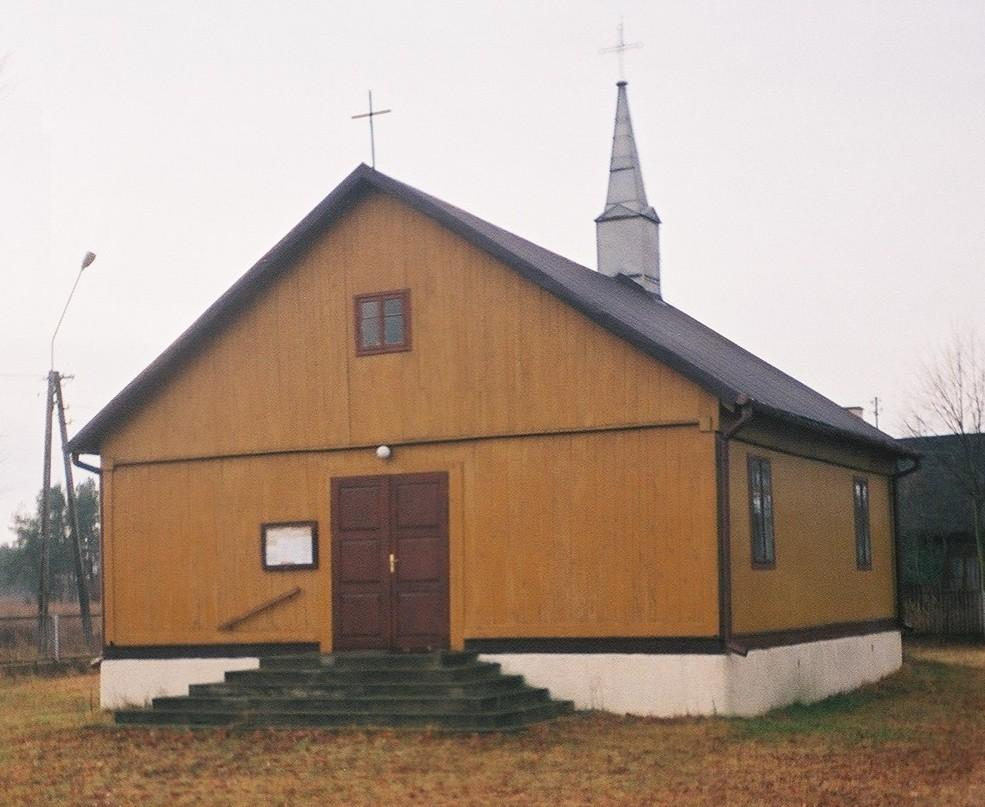
Kościół mariawicki pw. Trójcy Przenajświętszej